# Криза
Криза (от гръцки κρίσι) e явление или съвкупност от явления в личен, корпоративен, институционален или обществен план, нестабилно или опасно състояние, засягащо личност, група, общност или цялото общество.
Кризата се смята за носеща негативни промени за сигурността, икономиката, политиката, обществото или околната среда, особено при внезапно възникване на явленията.
Често посочван като различен вариант за осмисляне на кризата е китайската дума (и символ) за криза, означаваща едновременно „опасност“, но и „възможност“ (вж. вейжи).
В личен контекст означава стресово, свързано със здравни, финансови или други причини.
В обществен план означава нестабилно и опасно положение, свързано със здравни, екологични, икономически, енергийни, политически, дипломатически или международни проблеми.
Кризата по правило е нежелано и непредвидено обстоятелство, с нежелани и нецеляни последици, но предвидимо. Поради това, съществува наука (или дял) „Управление на кризи“ или „Кризисен мениджмънт“.
Кризата представлява промяна – внезапна или постепенна – поражда неотложен или спешен проблем, изискващ незабавна намеса за решаването му. Кризата може да представлява или да доведе до липса на друга алтернатива или право на избор.
За компаниите (корпорациите) криза е всичко, което има потенциал да допринесе до внезапни неблагоприятни последици. Тези последици могат да бъдат върху служители, партньори, управленски орган, репутацията, групи от обществото или дори да ги унищожи. В компаниите „Енрон“ и „Томас Кук“ например, кризата довежда до катастрофа.
Управляващите организацията трябва да установят източника на криза, да го овладеят и да преодолеят кризата, като ограничат щетите.
Мениджмънтът на кризата е елемент от системата на рисковия мениджмънт.